# Theretra japonica
Theretra japonica är en fjärilsart som beskrevs av Orza 1869. Theretra japonica ingår i släktet Theretra och familjen svärmare. Inga underarter finns listade i Catalogue of Life.

## Beskrivning

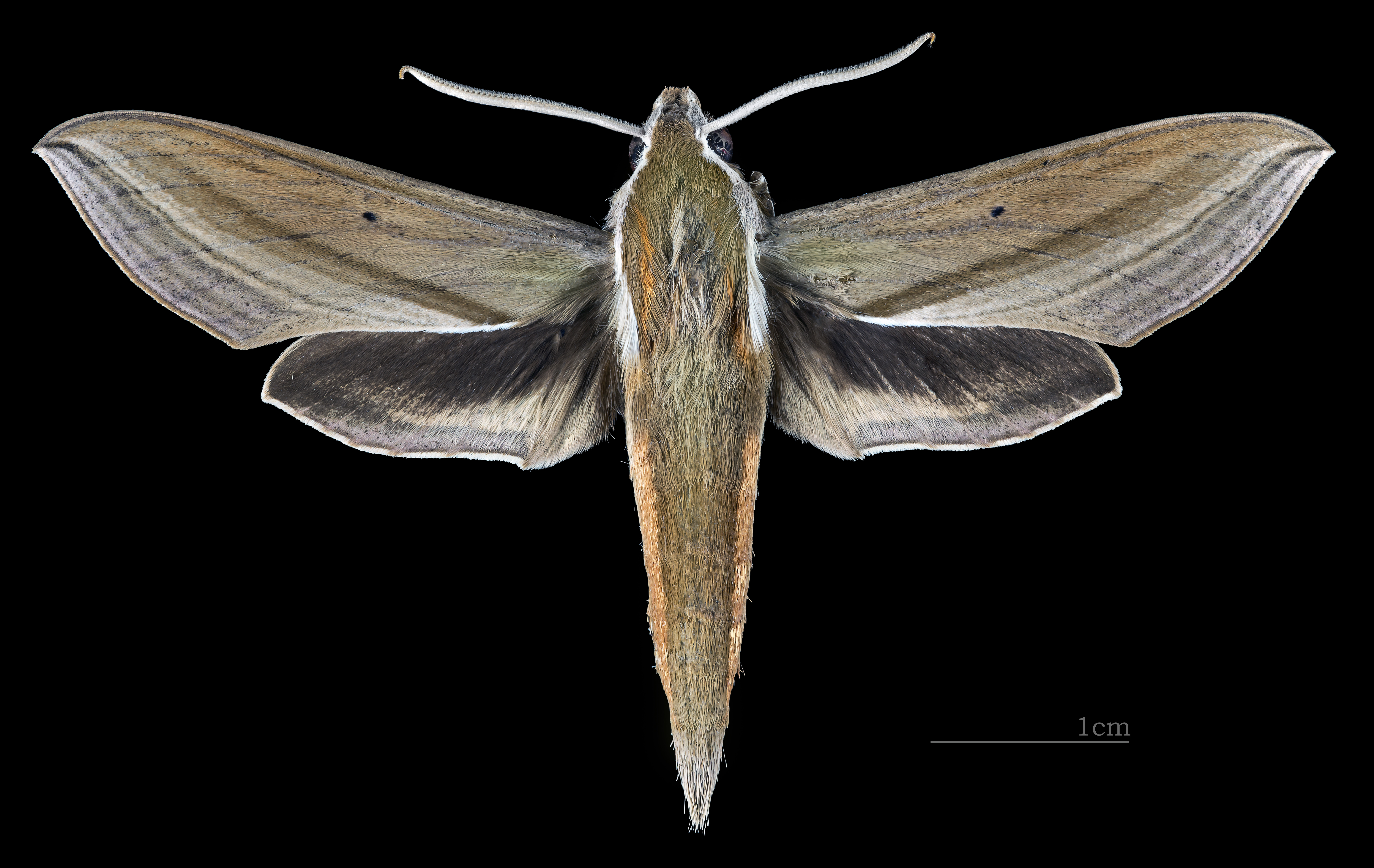
Theretra japonica ♂
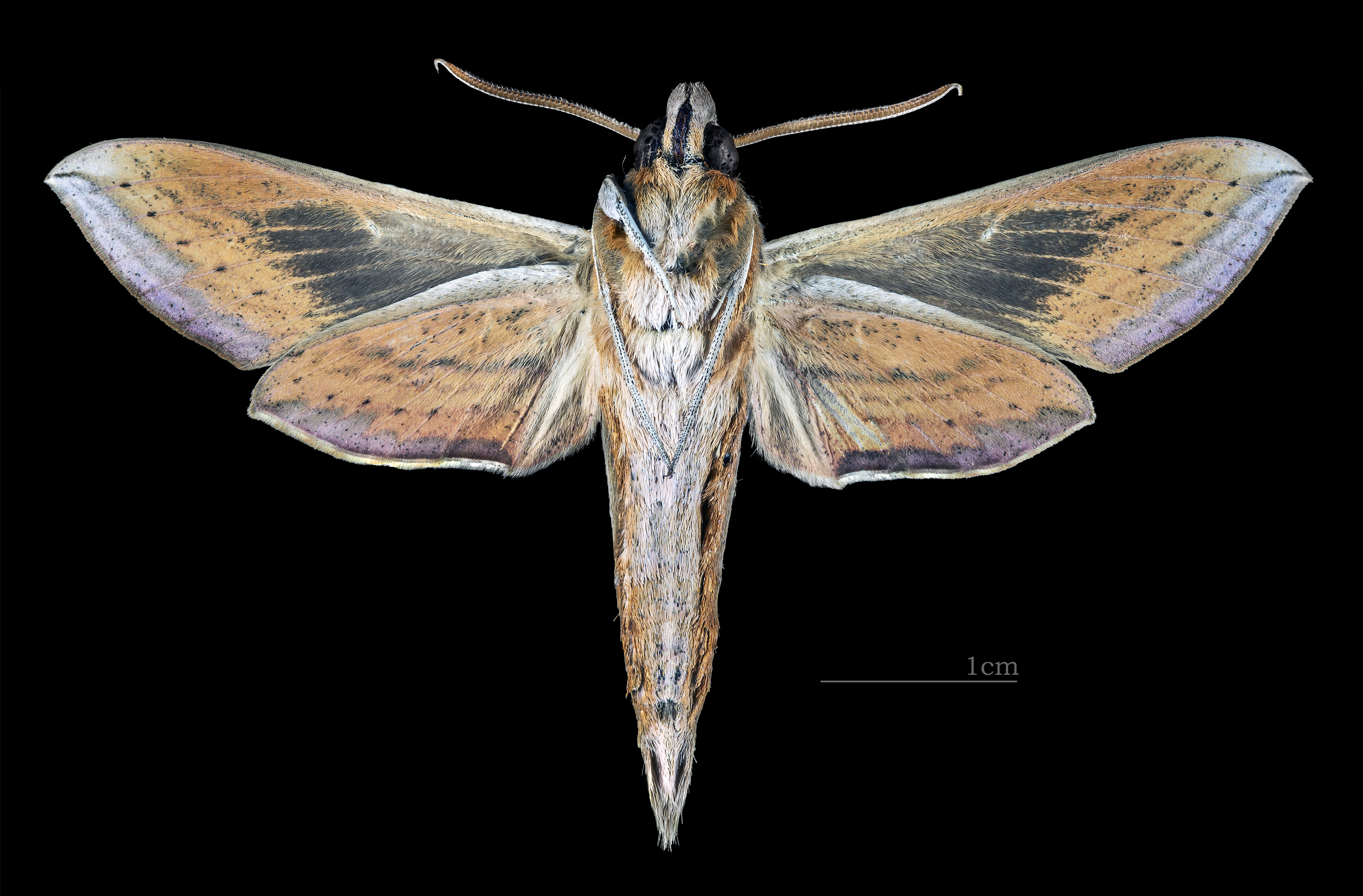
Theretra japonica ♂  △
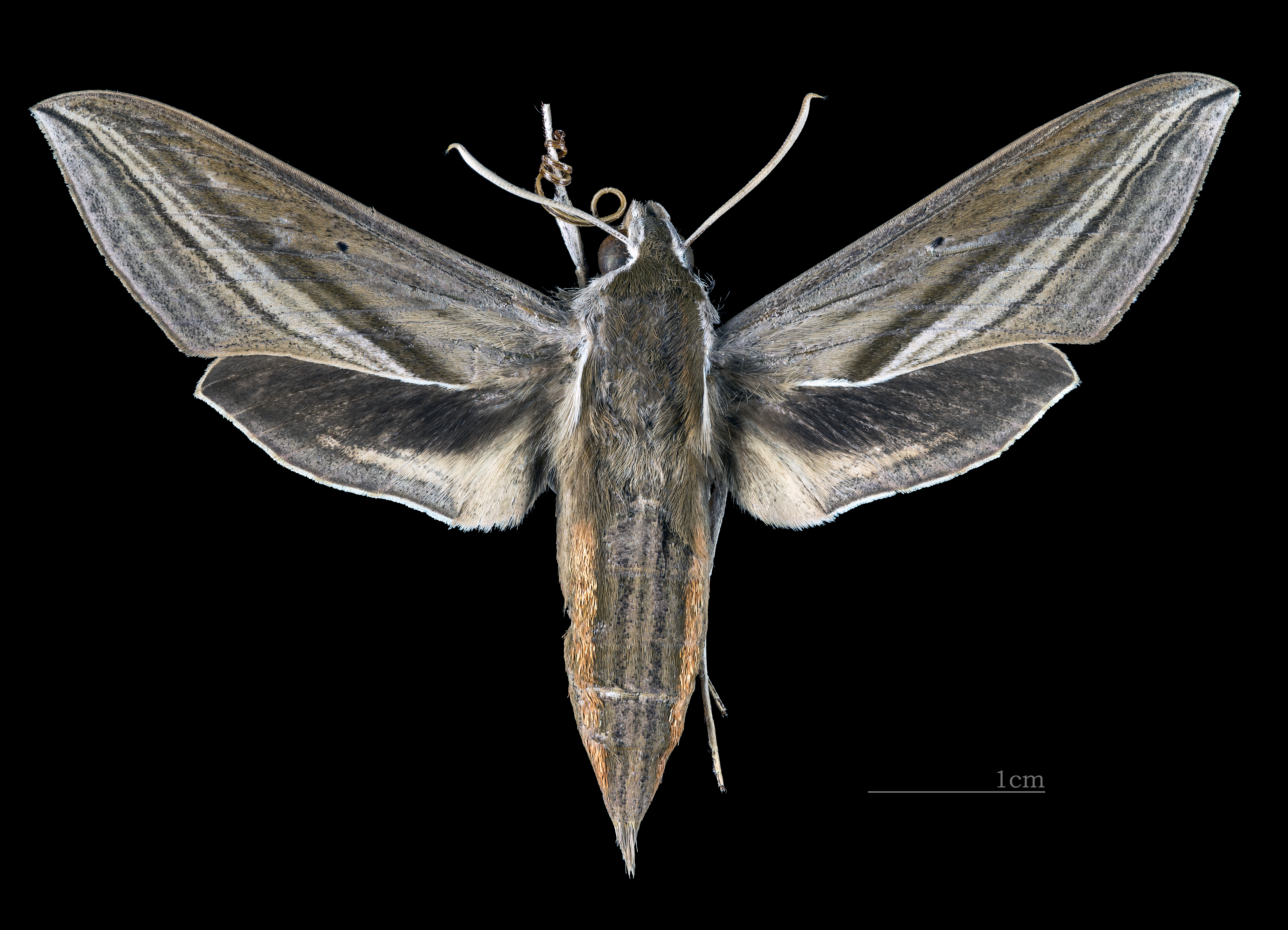
Theretra japonica  ♀
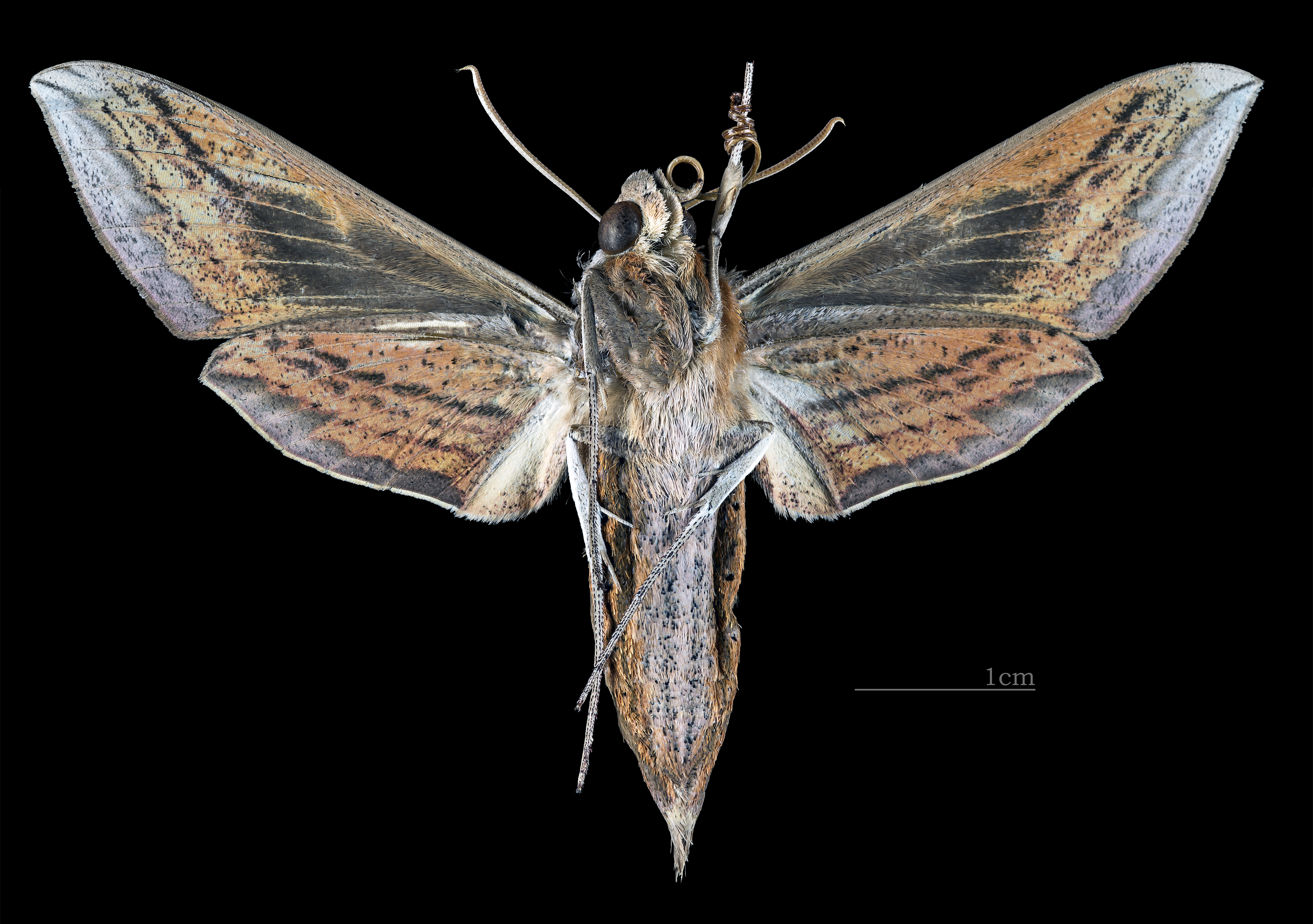
Theretra japonica  ♀ △